# Peter Franken
Peter A. Franken (10 novembre 1928 - 11 mars 1999) est un physicien américain qui contribue au domaine de l'optique non linéaire. Il est président de l'Optical Society of America en 1977.

## Biographie
En 1961, le professeur Peter Franken et ses collègues du laboratoire Randall de l'Université du Michigan observent pour la première fois la Génération de seconde harmonique. Cet événement lance un âge d'or en physique optique qui conduit à des applications dans des domaines allant des communications optiques et de l'imagerie biologique à la génération de rayons X et à la sécurité intérieure. En 1985, il contribue à une histoire orale à l'American Institute of Physics dans laquelle il décrit le contexte et les détails de ses premiers travaux.